# The Moniker
The Moniker (IPA: [ðə 'mɔnikər]), artistnamn för Olof Daniel Karlsson, född 31 augusti 1981 i Norrahammar, är en svensk sångare, musiker och låtskrivare.

## Biografi
Daniel Karlsson är känd sedan han var med i Idol 2007, där han kom på fjärde plats. I oktober 2008 släppte Karlsson sin första musiksingel "Would you believe?" och spelade också in en musikvideo till låten. 
År 2010 medverkade Karlsson tillsammans med Karl Martindahl och Robin Bengtsson på inspelningen av "Wake up world", som är den officiella sången för Hjälp Haiti-kampanjen för det jordbävningsdrabbade Haiti. Han deltog 5 juli 2011 i Allsång på Skansen, som leddes av Måns Zelmerlöw för andra gången. 
The Moniker medverkade i Melodifestivalen 2011 med låten "Oh My God!", och tog sig till finalen via Andra chansen, där han kom på tredje plats. Han tävlade även i Melodifestivalen 2012 med det egenskrivna bidraget "I Want To Be Chris Isaak (This Is Just the Beginning)" men kom på sista plats i deltävlingen och blev därmed utslagen direkt.
Karlsson var under uppväxten nära vän till den dåvarande ishockeymålvakten Stefan Liv då de nästan bodde grannar.